# Nie usłyszy nikt
Nie usłyszy nikt – utwór zespołu IRA pochodzący z szóstej płyty Ogrody. Piosenka została zamieszczona na dziesiątym, przedostatnim miejscu na krążku, trwa 4 minuty i 7 sekund i należy do jednego z dłuższych utworów na płycie.
Brzmienie utworu zachowane jest w ostrym rockowym klimacie, mamy okazję usłyszeć melodyjne gitarowe riffy, na wstępie słyszymy dźwięki gitary basowej, po czym słyszymy dźwięki gitar. Utwór posiada także melodyjną gitarową solówkę. Kompozytorem utworu był gitarzysta Piotr Łukaszewski, tekst do utworu napisał Artur Gadowski. Utwór był grany podczas trasy promującej najnowszy krążek. Od momentu reaktywacji grupy nie mamy okazji jednak usłyszeć tego utworu na koncertach.

## Muzycy
- Artur Gadowski – śpiew, chór
- Wojtek Owczarek – perkusja
- Piotr Sujka – gitara basowa, chór
- Kuba Płucisz – gitara rytmiczna
- Piotr Łukaszewski – gitara prowadząca